# Референдум в Приднестровской Молдавской Республике (1991)
Референдум в Приднестровье был проведён 1 декабря 1991 года одновременно с президентским выборами в стране.
На референдум были приглашены международные наблюдатели, включая представителей Государственного департамента США, однако участие в наблюдении за ходом голосования и подсчёта голосов приняли только представители Ленинградского городского Совета народных депутатов. Согласно их заключению, референдум отражал волю жителей Приднестровья.